# Elle n'a dansé qu'un seul été
Pour plus de détails, voir Fiche technique et Distribution.
Elle n'a dansé qu'un seul été (Hon dansade en sommar) est un film suédois, réalisé par Arne Mattsson, sorti en 1951. Adapté du roman Sommardansen de Per Olof Ekström, il raconte l'histoire d'adolescents amoureux qui tentent de vivre leur passion malgré les contraintes sociales. Le film remporta un succès de scandale lors de sa sortie en raison d'une scène montrant les deux jeunes gens nus en train de se baigner, puis sortir de l'eau et s'allonger dans l'herbe, la poitrine de l'actrice étant visible en gros plan à ce moment. Le scandale provoqué par cette scène en a occulté la beauté.

## Synopsis
Göran Stendal, qui vient de réussir son année universitaire, passe les vacances d'été à la campagne chez son oncle Persson pour l'aider aux travaux des champs. Peu après son arrivée il fait la connaissance de Kerstin, une jeune paysanne de 17 ans. Les deux jeunes gens tombent amoureux au premier regard, mais Kerstin est étroitement tenue en main par ses parents. La jeunesse du pays voudrait bien monter une pièce de théâtre, mais le pasteur, influencé par les idées piétistes de Henric Schartau, est un homme des plus sévères et qui ne voit que perversité dans l’être humain : il tente de faire obstacle au projet de représentation théâtrale, tout comme il essaie de peser sur la relation entre les deux jeunes gens. Dans ces conditions hostiles Göran et Kerstin n’en restent pas moins ensemble, Göran envisage même de devenir paysan pour passer sa vie avec Kerstin.
Au retour d’une grande fête de village, ils ont un accident de moto auquel Kerstin ne survit pas. L'accident est provoqué par la voiture du pasteur, que Göran ne reconnaît cependant pas. On ignore si le pasteur a conscience du drame qu'il a provoqué. Aux obsèques de Kerstin il tient un discours très dur sur son immoralité, et c'est l'oncle Persson, bien moins instruit, qui dit tendrement adieu à la jeune fille.

## Fiche technique
- Titre original : Hon dansade en sommar
- Titre français : Elle n'a dansé qu'un seul été
- Réalisation : Arne Mattsson
- Scénario : Volodja Semitjov, d'après le roman Sommardansen de Per Olof Ekström
- Musique : Sven Sköld
- Photographie : Göran Strindberg
- Montage : Lennart Wallén
- Décors : Bibi Lindström
- Son : Olle Jacobsson
- Production : Lennart Landheim et Gunnar Lundin
- Société de production : Nordisk Tonefilm
- Pays d'origine :  Suède
- Durée : 103 minutes
- Format : noir et blanc - 1,37:1 35 mm - son mono (AGA Baltic)
- Date de sortie : 
  - Suède : 17 décembre 1951
  - Danemark : 17 mars 1952
  - France : 7 mai 1952

## Distribution
- Ulla Jacobsson : Kerstin
- Folke Sundquist : Göran
- Edvin Adolphson : Anders Persson
- Irma Christenson : Sigrid
- John Elfström : Le pasteur
- Nils Hallberg : Nisse
- Gunvor Pontén : Sylvia
- Berta Hall : Anna
- Kristina Adolphson (non créditée) : une adolescente se maquillant

## Commentaires
Le film a pour thème central la difficulté qu'éprouvent les jeunes générations à trouver leur place dans une société encore très puritaine. La religion, à travers le rôle du pasteur, y est fortement mise en cause. Plusieurs scènes du film évoquent symboliquement l'emprise du divin sur les individus, à travers des contreplongées où le ciel occupe largement l'arrière-plan. C'est finalement un simple paysan - l'oncle - qui délivrera un message d'amour, de tolérance et de consolation.
Le film est servi par un beau noir et blanc la plupart du temps en lumière naturelle, et une musique volontiers dramatique, qui lui donnent une grande vigueur. Le drame est amplifié par la fragilité et la beauté des deux jeunes gens.
La scène du bain, dans laquelle les deux jeunes acteurs sont nus, donne à leur amour romantique et désespéré une sensualité inattendue. L'allusion à l'Eden est évidente : les jeunes gens franchissent la porte de l'innocence, et leur nudité dans un paysage naturel splendide, celui d'un lac scintillant sous le soleil, ouvre une parenthèse de liberté et de beauté fragiles, par contraste avec les nombreuses autres scènes où est montrée la pression puritaine qui s'exerce sur eux. La beauté physique des deux acteurs, celle du paysage où ils évoluent, la densité de leur émotion, la tendresse perceptible des regards qu'ils échangent, tout contribue à faire de cette scène l'une des plus émouvantes du cinéma mondial.

## Accueil
En raison de la scène de nudité qu'il contient, mais aussi de son violent anticléricalisme, le film ne sortit aux États-Unis qu'en 1955 et fut interdit par l'Espagne franquiste.

## Distinctions
- Berlinale 1952 : Ours d'or
- Festival de Cannes 1952 : Prix de la meilleure musique pour Sven Sköld[1]